# Hi-8
La Hi-8 est un standard d'enregistrement vidéo analogique pour les camescopes grand public. Il s'agit d'une évolution du 8 mm. Avec la Hi-8, un standard 100 % Sony pour lequel 27 constructeurs ont acquis une licence, on était arrivés à une sorte de pax camescopia sur le marché de la vidéo analogique
Sa définition est comparable au standard numérique de 560 × 480 (268 800 pixels).